# Genmab
Genmab A/S — датская фармацевтическая компания, специализируется на препаратах класса токсин иммуно-конъюгат, применяемых при лечении раковых заболеваний. Штаб-квартира компании расположена в Вальбю (район Копенгагена).

## История
Компания была основана в феврале 1999 года на основе европейского филиала американской компании Medarex. В октябре 2000 года компания провела IPO на Копенгагенской фондовой бирже. Первой значимой разработкой стал препарат Arzerra (офатумумаб), работа над которым началась в 2006 году совместно с GlaxoSmithKline (GSK); он был одобрен для лечения хронического лимфолейкоза в США в 2009 году; в 2014 году GSK продала свои противораковые препараты компании Novartis, которая начала продавать офатумумаб под названием Кезимпта (Kesimpta).
В 2008 году за 240 млн долларов была куплена фармацевтическая фабрика в Миннесоте, однако, из-за начавшегося финансового кризиса, она оказалась невостребованной и её пришлось списать; в 2013 году она была продана за 10 млн долларов.
В апреле 2024 года было объявлено о покупке за 1,8 млрд долларов компании ProfoundBio, которая базировалась в Сиэтле.

## Деятельность
Компания специализируется на разработке препаратов на основе антител. Деятельность включает разработку, доклинические и клинические испытания, регистрацию препаратов и их коммерциализацию. Изготовление лекарств осуществляют контрактные производители. Основу выручки составляют роялти от лицензирования своих разработок и технологий другим фармацевтическим компаниям (AbbVie, Amgen, BioNTech, Johnson & Johnson, Novartis, Novo Nordisk, Pfizer, Roche Holding).
Выручка за 2024 год составила 21,5 млрд датских крон ($3,28 млрд), из них 13,9 млрд крон пришлось на роялти от препарата Darzalex, 2,2 млрд крон — на роялти от Kesimpta.
Лаборатории компании имеются в Дании (Копенгаген), Нидерландах (Утрехт), США (Принстон), КНР (Сучжоу и Шанхай), Японии (Токио).
В списке крупнейших публичных компаний мира Forbes Global 2000 за 2024 год Genmab заняла 1542-е место.

## Препараты
- Tivdak (тизотумаб-ведотин), разработан совместно с Pfizer;
- Epkinly и Tepkinly (эпкоритамаб[англ.]), разработан совместно с AbbVie;
- Darzalex (даратумумаб), продаётся по лицензии компанией Johnson & Johnson;
- Kesimpta (офатумумаб), разработан совместно с GlaxoSmithKline, продаётся по лицензии компанией Novartis;
- Tepezza (тепротумумаб), разработан совместно с компанией Roche Holding, продаётся по лицензии компанией Amgen.